# Incidente di Eschede
L'incidente di Eschede è il più grave incidente ferroviario accaduto in Germania negli ultimi cinquant'anni ed è anche il più grande che ha coinvolto  un treno ad alta velocità. L'incidente è avvenuto vicino al villaggio di Eschede, nel distretto di Celle, Bassa Sassonia, il 3 giugno 1998. 101 persone morirono e almeno 88 rimasero gravemente ferite.

## Cronologia
L'ICE (InterCity Express) 884 "Wilhelm Conrad Röntgen" viaggiava sulla linea tra Monaco di Baviera e Amburgo. Alle 10:30 di mattina, dopo una sosta a Hannover, il treno ripartì in direzione nord. Sei chilometri a sud di Eschede il cerchione di una delle ruote nel terzo assale del quarto vagone si ruppe. Il pezzo si staccò dalla ruota e colpì il fondo della carrozza conficcandosi profondamente in esso.
Gli eventi successivi si svolsero in una manciata di minuti, ma furono chiariti solo dopo molti mesi di paziente lavoro investigativo.
Il treno passò sul primo di due scambi dove il cerchione colpì la rotaia e la strappò dalla massicciata. Anche la rotaia penetrò il fondo del vagone, dove rimase incastrata; questo fece sollevare l'assale dalle rotaie. Alle 10:59 le ruote ormai deragliate colpirono la leva di comando del secondo scambio e le rotaie cambiarono assetto. L'ultimo assale del terzo vagone fu spinto su un tracciato parallelo a quello originario e come risultato la carrozza deragliò, schiantandosi contro i piloni di un viadotto soprastante e distruggendoli. La carrozza numero 4 deragliò a sua volta alla velocità di 200 km/h. Passando intatta sotto il ponte superò la banchina retrostante e schiacciò due lavoratori della DB uccidendoli sul colpo. Il dividersi dei vagoni provocò l'attivazione dei freni automatici che arrestarono la locomotiva e le tre carrozze rimaste, quasi intatte, le quali terminarono la loro corsa alla stazione di Eschede, un chilometro più avanti.
Il ponte danneggiato, del peso di 300 tonnellate, crollò sulla carrozza 5 che rimase schiacciata per metà e per metà riuscì a superare l'ostacolo, arrestandosi dopo 20–50 m. Il resto del treno (le carrozze 6 e 7, il vagone di servizio, il vagone ristorante, le carrozze di prima classe 10, 11 e 12 e la locomotiva di coda) si scontrò con le macerie spargendo i resti nell'area circostante.
Tra i rottami fu rinvenuta anche un'automobile che apparteneva ai tecnici ed era parcheggiata sul ponte crollato. Il macchinista non si accorse affatto dello schianto; interpretò l'attivazione dei freni e le luci di controllo spente come un problema all'impianto elettrico. Fu mentre controllava la procedura in caso di guasti che il capostazione lo avvisò del fatto: "Sei arrivato da solo! Il treno è deragliato!". Il macchinista si guardò alle spalle prima di cadere sul sedile in stato di shock; per molte ore non fu in grado di lasciare la locomotiva.

## Cause dell'incidente

### Le ruote
La prima generazione dei treni ICE (ICE-1) era dotata di ruote fuse in un unico pezzo, o ruote "monoblocco". Dopo l'entrata in servizio divenne evidente che questo design, a causa della fatica dei metalli e delle lievi imperfezioni, portava ad una conseguenza spiacevole: le ruote alla normale velocità di crociera trasmettevano vibrazioni a tutto il treno. I passeggeri lo notavano specialmente nella carrozza ristorante, raccontando di stoviglie che tremavano e di bicchieri che ballavano sui tavoli.

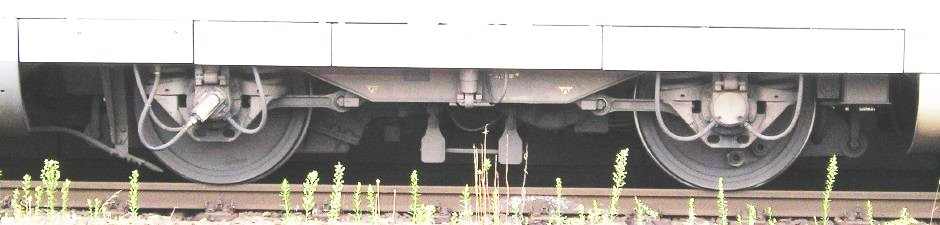
Primo piano di un carrello dell'ICE

Tentando di risolvere il problema gli ingegneri escogitarono una possibile soluzione; un anello di gomma tra il mozzo e il bordo esterno della ruota, entrambi metallici. Un design analogo era utilizzato con successo sui tram, anche se a velocità notevolmente inferiori. Il design "ruota-pneumatico" consisteva in una piccola ruota di metallo, circondata da un ammortizzatore di gomma dura spesso 20 mm e da un bordo metallico relativamente sottile. Questo design non era mai stato provato ad alta velocità, ma si era dimostrato in grado di eliminare le vibrazioni.
All'epoca in Germania non esistevano laboratori in grado di effettuare dei test alla velocità normale di quelle ruote; le poche prove effettuate non riguardarono il livello di resistenza alla fatica o a velocità superiori a quella di crociera. L'intero modello si reggeva su calcoli e teorie provate solo sulla carta. Eppure in tanti anni le ruote si erano dimostrate affidabili. Prima dell'incidente non avevano mai dato problemi.
Dopo l'incidente di Eschede il Fraunhofer Institut ricevette l'incarico di determinare la causa del deragliamento. Emerse che gli ingegneri del FI avevano avvertito DB fin dal 1992 sui possibili problemi di quel tipo di ruote. Nei mesi prima del disastro l'autorità per i trasporti di Hannover scoprì che i bordi metallici delle ruote si consumavano troppo rapidamente rispetto alle previsioni. Decise quindi unilateralmente di rimpiazzare tutte quelle in uso molto prima del termine legale. Inviò anche una comunicazione a tutti coloro che usavano quel tipo di ruote e tra questi vi erano le Ferrovie Federali Tedesche. L'analisi rivelò che nel modello statistico usato per la previsione dei guasti non erano state introdotte le forze dinamiche ripetitive. Inoltre i seguenti punti erano stati tralasciati:
- I bordi metallici vengono appiattiti in un ellissoide durante i giri compiuti dalle ruote, almeno 500.000 ogni giorno per un ICE in normale servizio, con conseguente aumento della fatica.
- A differenza del tipo "monoblocco", anche la parte interna delle ruote è soggetta a crepe e fratture
- Con il consumarsi della fascia esterna le forze dinamiche aumentano notevolmente, ingrandendo le microfratture del metallo.
- Ogni imperfezione sul bordo (punti appiattiti, gonfiati o deformati) aumenta ulteriormente le forze dinamiche e con esse l'usura.

Il design "ruota-pneumatico" è stato sperimentato sin dagli albori delle ferrovie dando origine a una gran quantità di problemi. Questo tipo di ruote non è più adoperato in Germania.

### La mancata attivazione dei freni
È probabile che l'arresto immediato del treno avrebbe potuto interrompere la catena di eventi successiva alla distruzione della ruota. Solitamente le ferrovie di qualsiasi paese in presenza di rumori o comportamenti anomali del treno adottano la politica del "fermarsi ed esaminare". Sull'ICE tuttavia non fu così. Altro tempo prezioso andò perduto quando un passeggero cercò di avvisare il personale riguardo ad uno strano pezzo di metallo che fuoriusciva dal pavimento, invece di tirare il freno di emergenza. Il capotreno rifiutò di arrestare l'ICE prima di aver controllato il problema di persona. Questa decisione fu portata in tribunale in una causa che assolse il capotreno da ogni responsabilità.

## Varie
I soccorritori incontrarono notevoli difficoltà nell'estrarre i passeggeri dai rottami. La struttura di alluminio e i finestrini, costruiti per resistere alla pressurizzazione, offrivano infatti un'inaspettata resistenza agli attrezzi di soccorso. Da allora tutti i treni furono dotati di cristalli con punti di rottura predefiniti.